# Бондарєв Єгор Олексійович

Єгор Олексійович Бондарєв (1 травня 1927, с. Образцове Дмитріївського р-ну Курської обл. (РФ)  — 22 березня 2003 р.)  — історик, доктор історичних наук (1985), професор (1986), очолював кафедру всесвітньої історії (1995‒2007) у ХНПУ імені Г. С. Сковороди.

## Життєпис
Є. О. Бондарєв народився в с. Образцове Дмитріївського р-ну Курської обл. (РФ). Навчався (1955) в Курському державному педагогічному інституті на історичному факультеті. Із 1964 по 1979 рр. — асистент, викладач, доцент кафедри історії КПРС Харківського університету. У 1979—1991 роках очолював кафедру історії КПРС Харківського авіаційного інституту. Із 1991 по 1995 рр. — професор кафедри історії України Національної юридичної академії. Від 1995 до 2007 — завідувач кафедри всесвітньої історії Харківського націогального педагогічного університету імені Григорія Сковороди.

## Наукова діяльність
Наукові інтереси професора Є. О. Бондарєва були зосереджені на політичній історії ХХ ст.
Автор понад 120 наукових та науково-методичних праць:
- 6 монографій (одноосібних та у співавторстві);

- 14 брошур;

- підручників та навчальних посібників.

Учений підготував 5 кандидатів наук.

## Основні праці
1. Развитие механизации и электрификации сельского хазяйства Украинской ССР / АН УССР;
2. Історія України: Курс лекцій (у співавторстві);
3. Політична історія України (у співавторстві).

## Нагороди
- Знак «Відмінник освіти України».